# Schlacht von Carrickfergus
Clontibret – Carrickfergus – Yellow Ford – Curlew Pass – Cahir Castle – Moyry Pass – Kinsale – Dunboy
Die Schlacht von Carrickfergus (englisch Battle of Carrickfergus, irisch Cath Charraig Fhearghais) fand im November 1597 während des Neunjährigen Kriegs in der Provinz Ulster (heutige Grafschaft Antrim, Nordirland) statt. Gegner bei der Schlacht waren die königlich-englischen Truppen von Elisabeth I. und der schottische Clan der MacDonnell. Die Schlacht endete mit einer Niederlage der Engländer.

## Hintergrund
Der Nordosten von Ulster war im 16. Jahrhundert schwer umkämpft. Die Stadt Carrickfergus war in den 1570er Jahren Mittelpunkt eines gescheiterten Versuchs englischer Siedlungspolitik. In den 1580er Jahren beherrschten die MacDonnells unter Sorley Boy MacDonnell diese Gegend. Als Hugh O’Neill, 2. Earl of Tyrone 1595 die Rebellion gegen den englischen Vormarsch startete, war Carrickfergus der einzige englisch dominierte Stützpunkt innerhalb der Provinz. Die MacDonnells warteten in diesen ersten Jahren der Rebellion ab, ohne sich aber gänzlich auf die Seite der englischen Krone zu stellen, um die Rebellion zu beenden.
1597 kam der kürzlich ernannte Gouverneur von Carrickfergus Castle John Chichester zu einigen Erfolgen gegen die Befestigungen der Clandeboye O’Neills und befand sich in einer Auseinandersetzung mit Sorley Boy’s Neffen James MacSorley MacDonnell wegen einer Reihe von Überfällen (und Gegen-Übergriffe) in der Gegend. Der schottische Clan war darüber verärgert, dass in Abwesenheit des Gouverneurs diverse Kavallerieangriffe stattgefunden hatten. Nach einigen Verhandlungen wurde ein Waffenstillstand geschlossen und es den Schotten erlaubt, ihre Forderungen für Reparationszahlungen zu beziffern.

## Die Schlacht
Doch am 4. November 1597 wurde MacDonnell an der Spitze einer Armee gesichtet, die sich Carrickfergus Castle näherte; einschließlich 500 schottischer Musketiere. Um dem zu begegnen, marschierte Chichester seinerseits mit fünf Kompanien aus Fußsoldaten, die von einer vorhergegangenen Expedition noch ermüdet waren, sowie einer aus Reitern MacDonnell vier Meilen weit entgegen. Zwischenzeitlich diskutierten die Offiziere über das weitere Vorgehen. Ein Veteran drängte den Gouverneur, den Waffenstillstand nicht zu gefährden, doch als seine Truppen in Stellung waren, wandte sich Chichester an seinen Kommandanten Captain Merriman und sagte angeblich: „Nun Captain, dort drüben sind ihre alten Freunde. Was sagen Sie? Sollen wir sie angreifen?“ („Now, Captain, yonder be your old friends. What say you? Shall we charge them?“) Merriman stimmte zu und wurde vom Kommandanten der Reiter unterstützt.
Der Befehl zum Angriff wurde gegeben und der schottische Clan zog sich über die Hügel ins Gelände zurück. Die englischen Reiter hatten ihre Führung nicht richtig verstanden und so kam es, dass der Gouverneur mit einem kleinen Trupp Soldaten, der mit ihm Schritt halten konnte, isoliert war. Durch einen schottischen Gegenangriff wurde die Formation der englischen Truppen geteilt. Der Gouverneur wurde bei diesem Vorstoß am Bein verletzt. Er bestieg aber sofort wieder sein Pferd, trieb seine Truppen erneut den Schotten entgegen, wurde dann aber durch einen Kopfschuss getötet. Ein weiterer Offizier wurde am Kopf verletzt und gefangen genommen.
Die königlichen Truppen waren nun führerlos und verzweifelt. Obwohl die Verstärkung aus Carrickfergus Castle, zu der wegen der Dezimierung der Garnison sogar die kranken Soldaten herangezogen worden waren, ein schlimmeres Blutbad verhinderte, kamen bei diesem kurzen Gefecht ca. 180 englische Soldaten ums Leben. Einige überlebten, indem sie durch Lough Larne schwammen (teilweise mit ihren Pferden) und die Halbinsel Island Magee erreichten.
Die englische Niederlage wurden teilweise durch das Fehlen von Schießpulver verursacht, war aber vor allem auf die Unfähigkeit und das Verhalten des Gouverneurs zurückzuführen. Trotz der Größe seiner Truppen erreichte Chichester im Vorfeld nur einen Waffenstillstand mit dem schottischen Clan; MacDonnell hatte bei den Verhandlungen mit Chichester kaum Schwierigkeiten, seine Bedingungen durchzusetzen.